# William Joyce (escriptor)
William Edward Joyce (nascut l'11 de desembre 1957) és un escriptor, il·lustrador i director de cinema nord-americà. Newsweek el va anomenar una de les 100 persones a veure en el nou mil·lenni. Les seves il·lustracions han aparegut en nombroses cobertes del New Yorker i les seves pintures s'exhibeixen en museus i galeries d'art. Joyce ha guanyat un premi de l'Acadèmia al Millor Curtmetratge d'Animació amb Brandon Oldenburg.